# La Fuliola
La Fuliola település Spanyolországban, Lleida tartományban. La Fuliola Castellserà, Agramunt, Tornabous, Ivars d'Urgell és Penelles községekkel határos. Lakosainak száma 1238 fő (2024).

## Népesség
A település népessége az utóbbi években az alábbiak szerint változott:
| Lakosok száma | 203  | 673  | 1024 | 1366 | 1297 | 1234 | 1239 | 1294 | 1248 | 1238 |
|               | 1717 | 1887 | 1936 | 1960 | 1986 | 2004 | 2009 | 2014 | 2019 | 2024 |